# Raúl Orvañanos
Raúl Orvañanos Marín (Ciudad de México, 14 de abril de 1947) es un exfutbolista mexicano, actualmente es narrador y comentarista deportivo. Desarrolló su carrera como portero profesional en los equipos Atlante, Zacatepec y el desaparecido Atlético Español, de la Primera División del fútbol de México, mientras que su carrera como comentarista y narrador se ha desempeñado en Imevisión (hoy TV Azteca), de 1974 a 1992, Televisa (1992-2006), Fox Sports (2006-2025), "La formula es... Orvañanos" (1997-2025) en Grupo Fórmula y FOX (a través de Tubi y Caliente TV) desde 2025.

## Jugador
Nació el 14 de abril de 1947. Fue en su juventud jugador, desempeñándose en el puesto de portero. Su época más recordada en esta etapa fue jugando para el Atlante, en el que debutó a los 18 años. Cuando era portero del equipo Atlante tuvo la oportunidad de jugar contra Pelé. También vistió la camiseta de los Cañeros del Zacatepec, del Atlético Español y en la selección mexicana.

## Clubes
| Club             | País   | Año         |
| ---------------- | ------ | ----------- |
| Atlante          | México | 1963 - 1970 |
| Atlético Español | México | 1971 - 1972 |

## Comentarista deportivo

### Imevisón
Se retiró de las canchas de futbol a finales de 1973, y para 1974 ya era reportero en el Canal 13, de la extinta cadena Imevisión. Al dar inicio las transmisiones del programa DeporTV, fue elegido como conductor al lado de José Ramón Fernández, con quien hizo mancuerna desde entonces y hasta 1991, cuando Orvañanos decide irse a Televisa. Durante los 18 años que trabajó en Imevisión, Orvañanos narró partidos de primera división, y también participó en la cobertura de tres mundiales: España 1982, México 1986 e Italia 1990. Para el Mundial de México 1986, Imevisión produjo un programa trascendental para el periodismo deportivo en el país: Los Protagonistas.

### Televisa
Ya en Televisa, Orvañanos crea La Jugada, que inició transmisiones en 1993. Originalmente se transmitía los martes en la noche y después los domingos en la noche, por Canal 4; a los dos años lo pasaron al Canal 2, donde a la fecha se mantiene como el principal programa editorial de Televisa Deportes. Orvañanos ha declarado que se considera afortunado por haber tenido la oportunidad de participar en los que él considera los dos programas de futbol más importantes de la televisión mexicana: DeporTV y La Jugada.
Orvañanos se convirtió en el narrador estelar de partidos de la Liga Mexicana y de los partidos de la Selección de México, junto a Enrique Bermúdez, narrando juntos las finales de los mundiales de Estados Unidos 1994, Francia 1998, Corea- Japón 2002 y Alemania 2006. En ese periodo, La Jugada se consolidó como el producto más atractivo de Televisa Deportes y la principal competencia de DeporTV, colocando a Orvañanos como la figura central del periodismo deportivo en esa empresa y una de las más relevantes del país.
Por sus diferencias con el periodista y directivo Javier Alarcón, una vez concluido el Mundial Alemania 2006, Raúl Orvañanos dio por concluido su ciclo en Grupo Televisa.

### Fox Sports
Trabaja desde 2006 para la cadena estadounidense Fox Sports, y es una de sus cartas de mayor experiencia en cuanto al fútbol mexicano y mundial se refiere. Entre sus coberturas periodísticas destacan 8 copas del mundo, Copa América, Copa de Oro de la CONCACAF, Copa FIFA Confederaciones y la Primera División de México entre muchas otras.
Para formalizar su ingreso a Fox Sports, Orvañanos ofreció una conferencia de prensa en un reconocido hotel de la Ciudad de México, al lado de ejecutivos y comunicadores de la televisora.
Luego de colocarse la playera de su nuevo equipo de trabajo, Orvañanos firmó el contrato y debutó con su primera crónica deportiva en esta cadena deportiva con el partido entre Club Deportivo Guadalajara vs São Paulo FC, correspondiente a la “ida” de las semifinales de la Copa Libertadores de América.
Recientemente, Orvañanos realizó exitosamente una serie de transmisiones especiales en el programa, "Cuando cae el balón se mete", a través de Fox Sports emitido en vivo desde los estudios de Buenos Aires, acompañando al doctor Carlos Salvador Bilardo. y actualmente conduce 3 programas de la cadena Fox Sports. como Fox Gol México, Cara a Cara y La Previa.
En junio de 2025, a través de su cuenta de twitter, anuncia su salida de Fox Sports. 

### FOX (Tubi y Caliente TV)
En julio de 2025, FOX anuncia el regreso Orvañanos, quien ahora narrara partidos de la Liga MX a través de sus plataformas Tubi y Caliente TV. 

### Grupo Fórmula
También colabora en Grupo Fórmula, donde conduce y participa en la barra de programas deportivos como La Fórmula Es... y La Fórmula con el Deporte.